# Fiodor Koniuhov
Fiodor Koniuhov (în rusă Фёдор Филиппович Конюхов; n. 12 decembrie 1951, Cikalove, Raionul Prîazovske, RSS Ucraineană, URSS) este un călător, aventurier, scriitor, pictor, pilot de aerostat și preot rus.
Este membru al Academiei Pictorilor din URSS, Uniunii Scriitorilor din Rusia și Uniunii Jurnaliștilor din Rusia. De asemenea este academician al Academiei de Pictură din Rusia și deține titlul de maestru emerit al sportului în URSS la categoria turism sportiv. Este primul rus care a cucerit toate cele șapte vârfuri extreme de pe cele șapte continente și a ajuns la polurile Sud și Nord, realizând provocarea Explorers Grand Slam⁠(en)[traduceți].
Koniuhov a devenit al doilea om din lume care a făcut ocolul Pământului într-un balon cu aer cald (primul fiind americanul Steve Fossett), după ce la 23 iulie 2016 și-a încheiat călătoria în jurul lumii, în care a parcurs 34 de mii de kilometri în 11 zile (272 ore și 11 minute). Koniuhov a stabilit câteva recorduri mondiale, iar printre performanțele notorii ale sale mai sunt traversarea Oceanelor Atlantic (46 de zile) și Pacific (162 de zile) într-o barcă cu vâsle, înconjurul Antarcticei într-o barcă cu vâsle (102 zile) și, atingerea polului de inaccesibilitate din Oceanul Arctic.

## Legături externe
- Site web oficial
- RIA Novosti: Fyodor Konyukhov: The Russian dead-end of rationalism
- Blogul oficial al lui Fiodor Koniuhov pe livejournal.com